# Казанский, Александр Васильевич
Александр Васильевич Казанский (1905 — 1975) — советский борец классического стиля, чемпион (1934, 1939), серебряный (1937) и бронзовый (1933, 1935) призёр чемпионатов СССР, Заслуженный мастер спорта СССР (1948). Участвовал в 11 чемпионатах СССР (1933-1949). Выступал в полутяжёлой (до 87 кг) и тяжёлой (свыше 87 кг) весовых категориях.

## Спортивные результаты
- Чемпионат СССР по классической борьбе 1933 года — ;
- Чемпионат СССР по классической борьбе 1934 года — ;
- Чемпионат СССР по классической борьбе 1935 года — ;
- Чемпионат СССР по классической борьбе 1937 года — ;
- Чемпионат СССР по классической борьбе 1939 года — ;